# دلتا دلو
دلتا دلو یک ستاره است که در صورت فلکی دلو قرار دارد.